# 臭娘子瘤節蜱
臭娘子瘤節蜱（学名：Aceria serratifoliae）为節蜱科瘤節蜱屬下的一个种。